# NGC 2530
NGC 2530 je galaksija u zviježđu Raku.

## Vanjske poveznice
- SEDS: NGC 2530